# Architektur in Königsberg (1701–1870)
Die Architektur in Königsberg (1701–1870) entsprang wirtschaftlicher und kultureller Blüte und politischer Bedeutung. Vom Dreißigjährigen Krieg verschont geblieben, wurde Königsberg 1724 Königliche Haupt- und Residenzstadt in Preußen.

## Königliche Barockstadt
Am 18. Januar 1701 krönte sich Kurfürst Friedrich III. in der Königsberger Schlosskirche als Friedrich I. zum König, womit das frühere Herzogtum Preußen zum Königreich erhoben wurde und Königsberg Hauptstadt des Königreichs Preußen wurde. „Um Königsbergs Bedeutung als Krönungsstadt herauszustellen“ wurde Joachim Ludwig Schultheiß von Unfriedt als Nachfolger von Johann Gregor Memhardt einberufen, um der Stadt ein „barockes Erscheinungsbild“ zu geben. Nahezu alle Häuser wurden erneuert oder umgebaut. Die Giebel der Bürgerhäuser, vom prunkvoll dekorierten einer Dreifenster-Fassade bis hin zum einfachen, lediglich geschweiften Giebel der einfachen Häuser, sie alle folgten wie die Schaufassade des Rathauses typisch barocken Vorstellungen. Von 1705 bis 1713 leitete Unfriedt den Umbau eines Seitenflügels des Königsberger Schlosses. König Friedrich Wilhelm I. berief Unfriedt am 18. November 1721 als Nachfolger John von Collas zum Oberlandbaudirektor im Königreich Preußen. Zudem war Unfriedt in der 1723 gegründeten Kriegs- und Domänenkammer oberster Baubeamter und Kammerrat (Tapiau, Ragnit, Gumbinnen, Darkehmen, Stallupönen, Schirwindt und Bialla, Französisch-reformierte Kirche (Königsberg), Schloss Schlobitten, Kirche in Kaukehmen). 1724 kamen die drei Städte Altstadt, Kneiphof und Löbenicht zur preußischen Krönungsstadt. 1753 erteilte Friedrich der Große die Erlaubnis, die Alte Synagoge am Schnürlingsdamm zu erbauen. Im Zuge der Ersten Teilung Polens im Jahre 1772 wurde das Königreich um Westpreußen ergänzt, wodurch sich der preußische König Friedrich II. nun „König von Preußen“ nennen konnte, statt wie vorher „König in Preußen“. Friedrich II. hatte 1772 angeordnet, dass das Ermland unter die Verwaltung der Königsberger Kriegs- und Domänenkammer kommen sollte. Das Gebiet Ermland wurde am 31. Januar 1773 in einem Verwaltungsakt zu Ostpreußen. Von 1795 bis 1807 wurde Neuostpreußen Provinz des Königreichs Preußen, dabei erhöhte sich der Anteil der jüdischen Bevölkerung in Preußen um 80 %. Um 1800 zählte Königsberg mit etwa 60.000 Einwohnern zu den größten deutschen Städten (Köln und Frankfurt/Main zählten jeweils etwa 50.000 Einwohner).
Joachim Friedrich (Brandenburg) ließ nicht nur sein Berlin-Cöllner Schloss erweitern, sondern auch das Königsberger Schloss ausbauen. Während seiner Zeit entstand der große Schlossbrunnen mit Figuren von Jacob Oettinger. Für den Einzug des kurfürstlichen Hofes im Jahre 1638 schuf der von Georg Wilhelm (Brandenburg) im Jahre 1628 zum Hofmaler ernannte Mathias Czwiczek einige Werke. Friedrich Wilhelm erteilte 1647 dem Baumeister Burck den Befehl, das Schloss Königsberg restaurieren zu lassen. Seit 1647 ist auch der Maler Gabriel Witzel nachweisbar, der mit niederländisch geprägten Ölgemalden, Landschaften und mythologischen Darstellungen das Königsberger Schloss ausstattete, darunter den Fliesensaal. Er kam 1655 mit seiner Gemahlin nach Königsberg. Die Arbeiten unter Friedrich Wilhelm zeigten, dass er dem Schloss „nicht nur eine der frühesten Ausstattungen im Stil des niederländischen Barock in Brandenburg-Preußen gab […] sondern auch noch in seinen letzten Regierungsjahren an seine östliche Residenz dachte“.
Unter Kurfürst Friedrich III. arbeiteten seit 1692 die Hofbaumeister Johann Arnold Nering, Johann Melckstock und Johann Christoph Memhardt am Schloss. Friedrich III. empfing 1697 in seinem frisch restaurierten Königsberger Schloss die große russische Gesandtschaft, die mit dem Zaren Peter I. erstmals nach Europa reiste.
Nachdem Leopold I. (HRR) dem Kurfürsten Friedrich III. die Königskrone für sein Herzogtum Preußen gewährt hatte, brach dieser im Dezember 1700 nach Königsberg auf. Die Krönung sollte in der Schlosskirche stattfinden. Der Baumeister Johann Friedrich Eosander schmückte dafür die Krönungskirche mit rotem Tuch, Samt und Goldstoffen. Nach der Krönung war die Kirche der erste Bereich des Schlosses, der im Stil des Barock umgebaut wurde. Unfriedt baute 1705 zwei neue Emporen, die königliche Loge und einen neuen Kanzelaltar ein.
Ein erster Entwurf des Architekten Jean Baptiste Broebes von 1700/1701 sah vor, alle Flügel des Schlosses zu ersetzen. Es sollten an deren Stelle Barockfassaden entstehen und weite Teile des alten Deutschordensschlosses abgebrochen werden. 1704 legte auch Joachim Ludwig Schultheiß von Unfriedt Entwürfe für einen Umbau des Schlosses vor. Der Tod von Friedrich I. und der Regierungsantritt seines Nachfolgers Friedrich Wilhelm I. beendete jedoch den barocken Neubau. So blieb nur der unvollendet gebliebene Unfriedtbau des Königsberger Schlosses. Die Ruinen des Schlosses wurden 1965 auf Befehl von Leonid Breschnew gesprengt.
Nach Plänen von Schultheiß entstanden auch die Französisch-reformierte Kirche und das Königliche Waisenhaus (1703) am Moskowski-Prospekt/Litowski wal 162 in Kaliningrad.

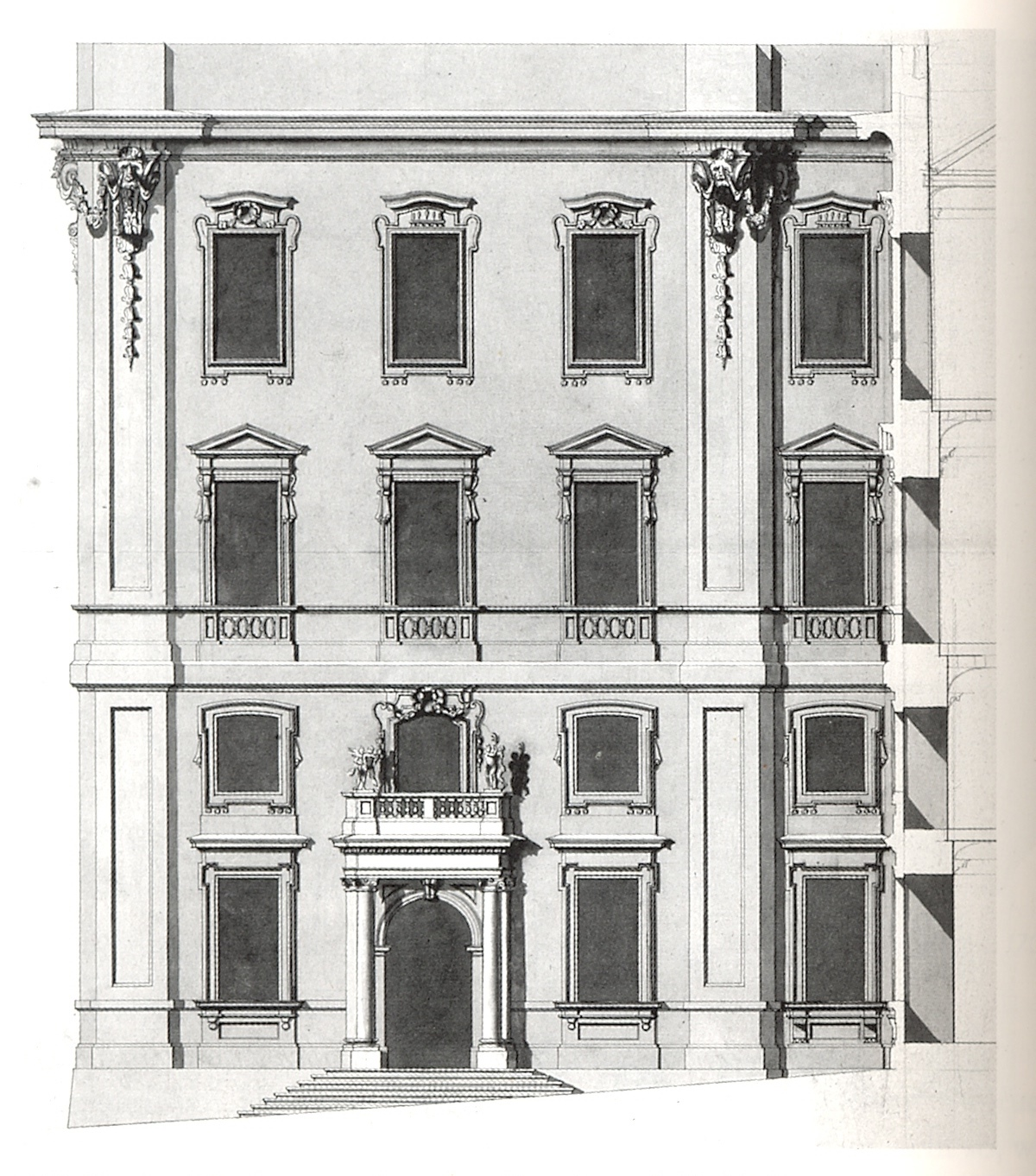
Residenz (Unfriedt)
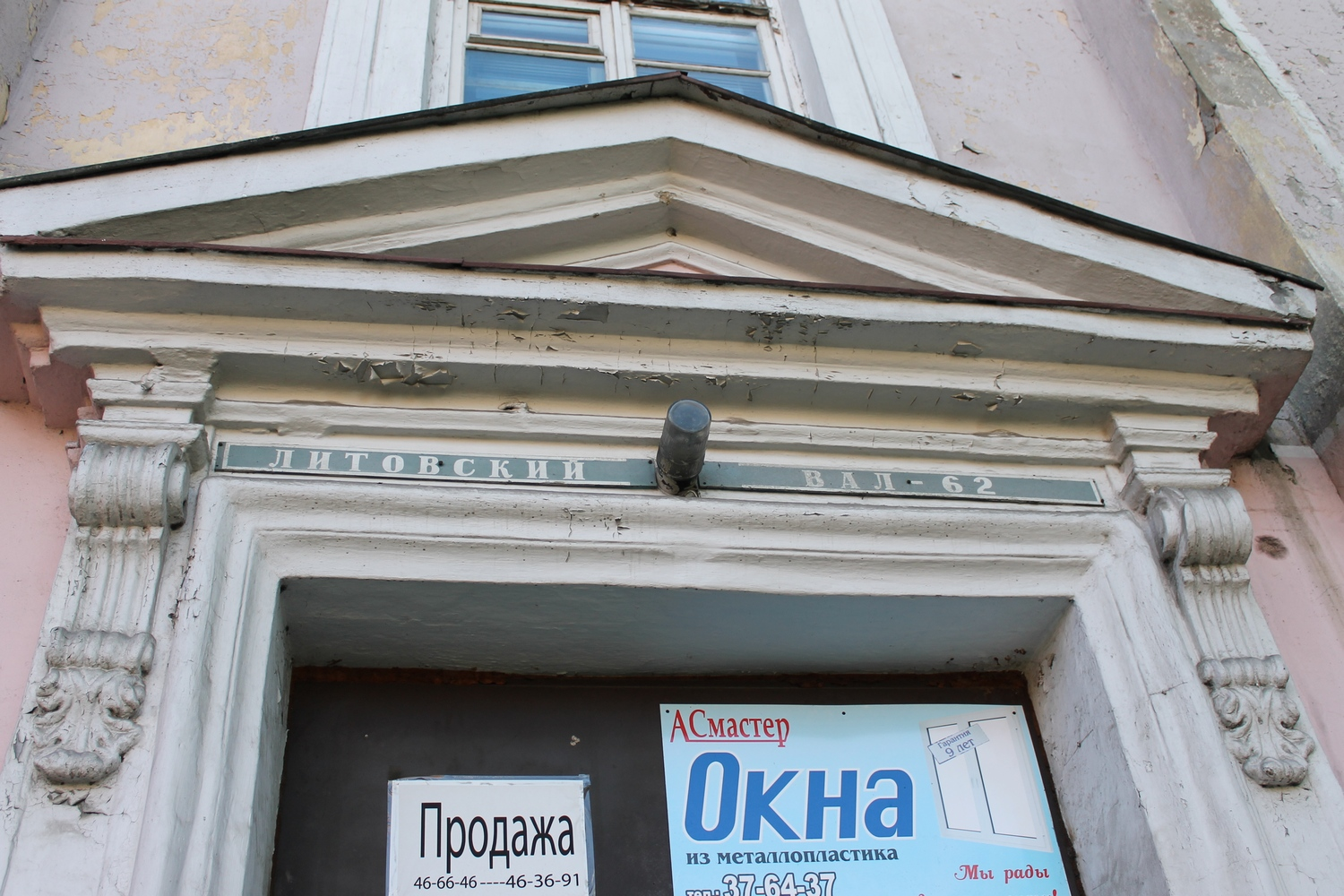
Waisenhaus (Unfriedt)

Burgkirche
Die Burgkirche (Königsberg) wurde nach Entwürfen von Johann Arnold Nering errichtet. Der christliche Sakralbau ähnelte der Parochialkirche (Berlin), die von Philipp Gerlach eine schlanke, obeliskartige Turmspitze erhielt. Es war ein Barockbau, die „Fassade war in äußerstem Barock gehalten.“

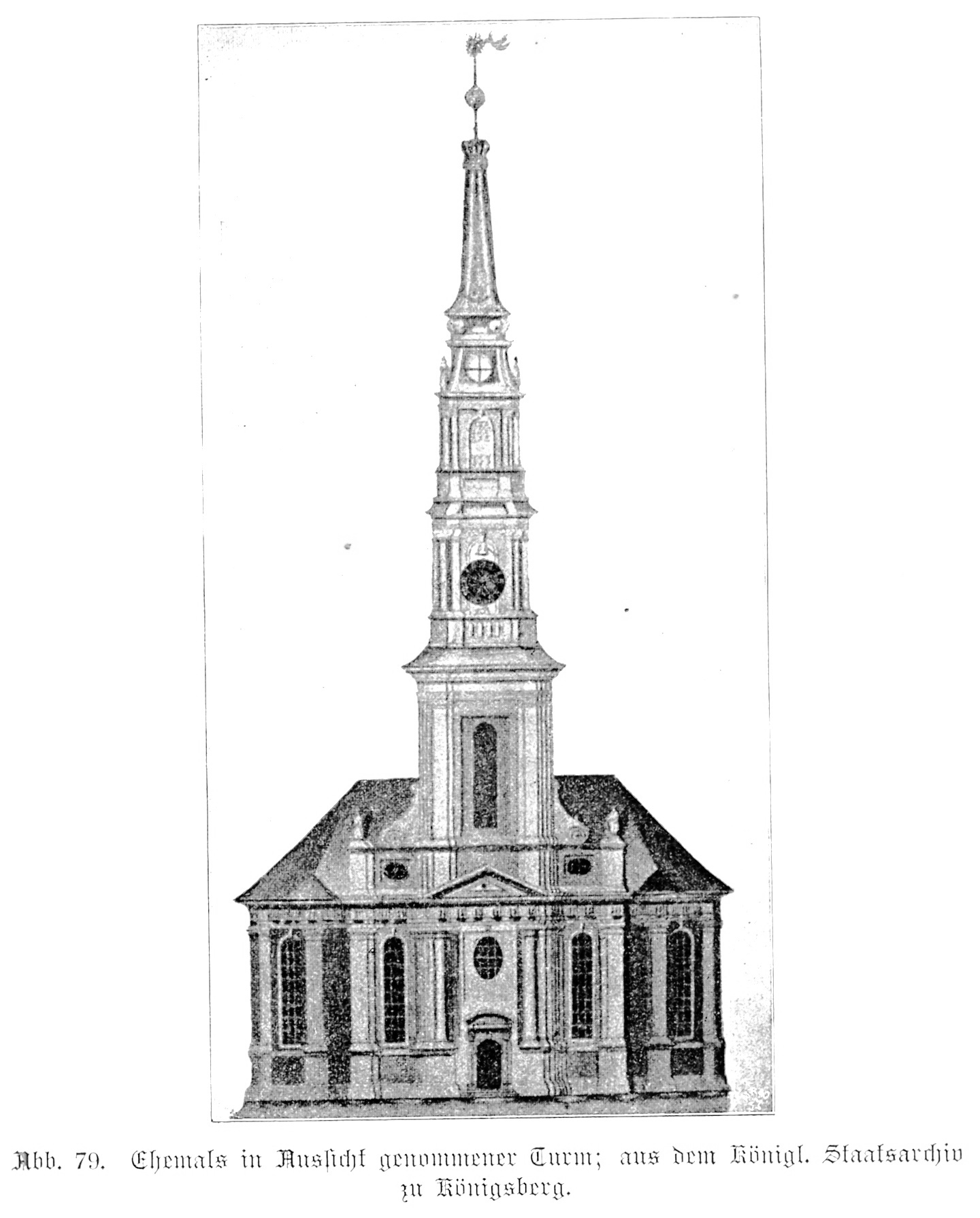
Burgkirche

### Friderizianisches Rokoko
Beispiele für das Rokoko in Königsberg waren die Propsteikirche, erbaut 1765 bis 1776 nach Entwürfen des Baudirektors Johann Samuel Lilienthal, das Kalneinsche Stift in der Landhofmeisterstraße und die Kaplanei. Besonders in den kunstgewerblichen Arbeiten wurde im Friderizianischen Rokoko gearbeitet. In den Türen der katholischen Pfarrkirche und in einer Grabkammer der Altroßgärter Kirche (1784). Andere Sakralbauten waren die Löbenichtsche St. Barbarakirche, 1776 erbaut im „Rococostile“, außerdem die Sackheimer Kirche, erbaut nach dem Stadtbrand von 1764 im Rokokostil nach Entwürfen von Oberbaudirektor Karl Ludwig Bergius, und die Haberberger Trinitatis-Kirche, erbaut nach dem Stadtbrand von 1764 im Rokokostil.

### Zopfstil
Der Stil gelangte aus dem Paris von Ludwig XVI. und die nach ihm benannte Stilrichtung in Architektur und Inneneinrichtung Louis-seize in den 1770er Jahren nach Königsberg. Man begann im Zopfstil Festons, Gewinde und Girlanden wurden als Fassadenschmuck verwendet, darunter als Portal- oder Fensterbekrönung. Die Giebel wurden mit Urnen, ihre Front mit Medaillons geschmückt.
Beispiele sind das Schindelmeißersche Palais (großer Domplatz 1), das Dumckesche Haus auf dem Roßgarten sowie das Haus Koggenstraße Nr. 34.
Das Zschocksche Stift (Saturgus'sche Haus, Neuer Graben 6) hatte eine lange Front mit Portalen und Fenstereinfassungen im Louis-seize
Das Haus Koggenstraße Nr. 34 in Altstadt war ein Haus vom Ende des XVIII. Jahrhunderts im Louis-seize. Das Gebäude zeigte an der Tür und unter den Fenstern Blumenfestons, ähnlich dem Zschockschen Stift. Das Haus wurde 1897 abgebrochen.

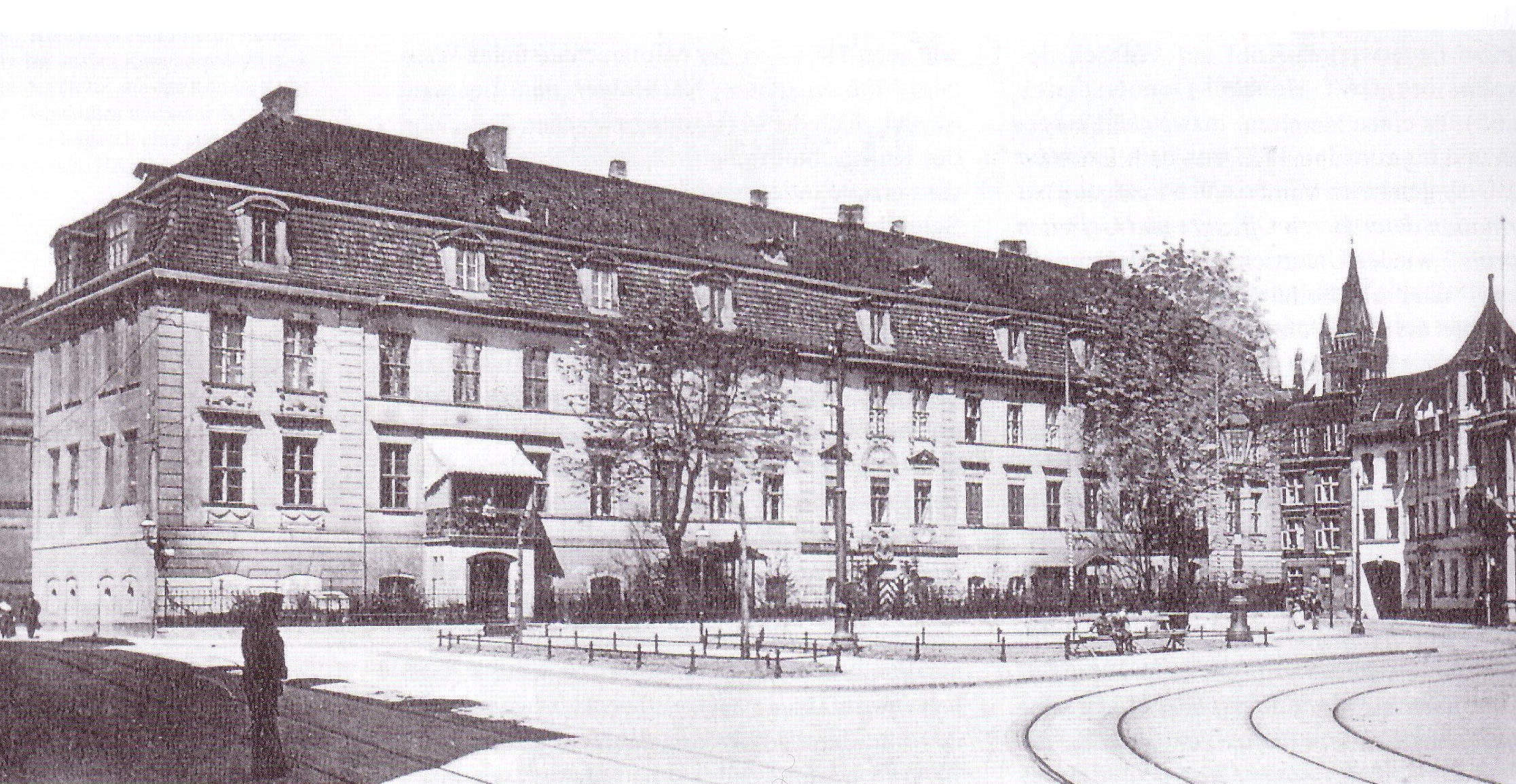
Schindelmeißer-Palais
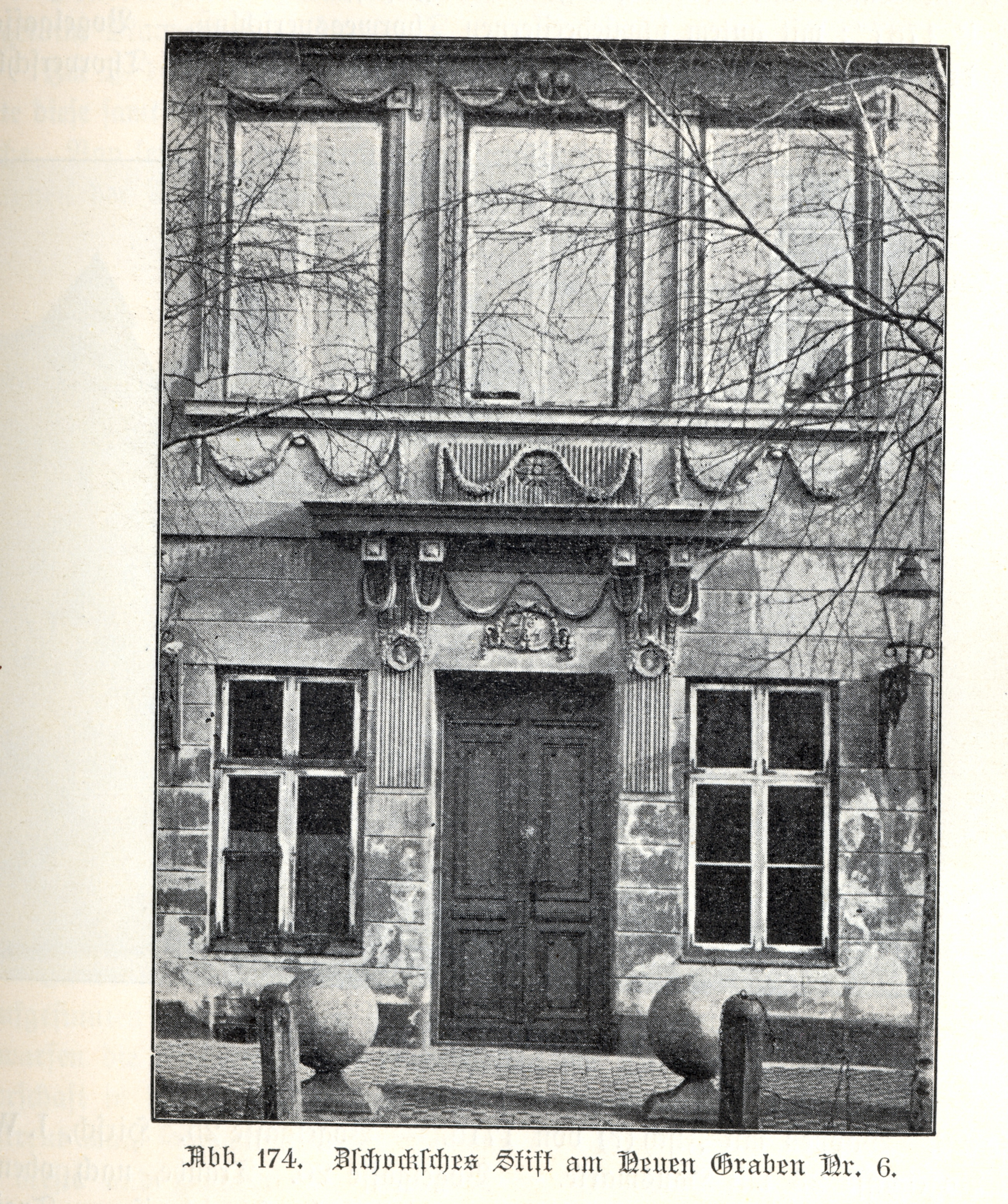
Zschocksches Stift
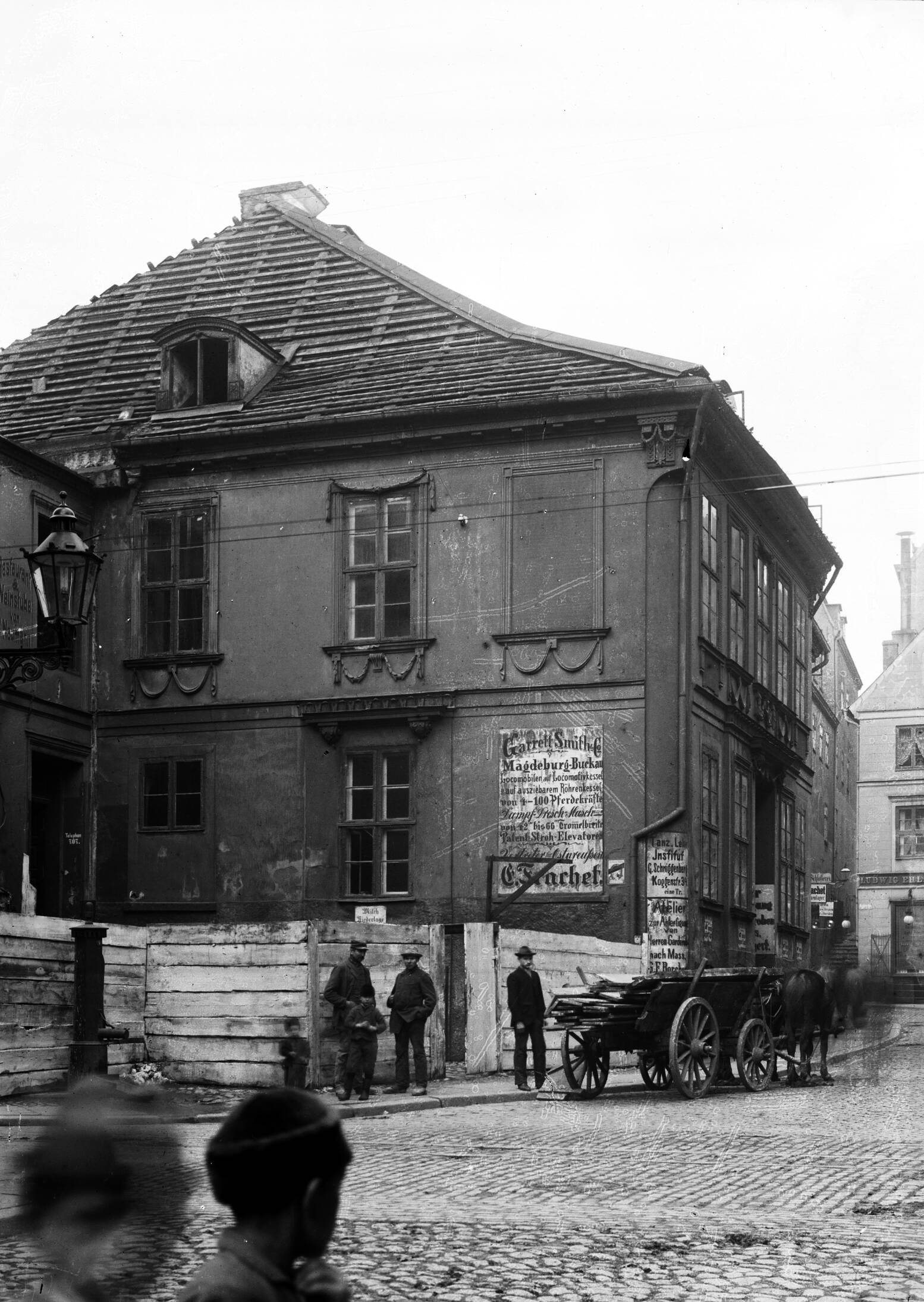
Koggenstraße Nr. 34

## Klassizismus nach den Befreiungskriegen
Die Zeit des Klassizismus und des Spätklassizismus begann zusammen mit der langsamen wirtschaftlichen Erholung nach den Koalitionskriegen und reichte bis zum Biedermeier. Die Architektur war von „Sparsamkeit und Nüchternheit“ geprägt. Man besann sich auf ideelle Werte und auf dem Gebiet der Baukunst suchte man diese in der Antike: so die Anwendung antiker Säulenordnungen, der Antike entlehnter Gesimse und Zierformen. Der Übergang zum Klassizismus vollzog sich laut Walter Franz „vom Muschelwerk des Rokoko weg zur Einfachheit der Klassik hin.“ Ein Beispiel ist die Alte Börse am Grünen Tor, die 1800 im Stil des Klassizismus erbaut wurde.

Alte Börse am Grünen Tor (1850)

## Neorenaissance
Die Neue Börse wurde in den Jahren 1870–1875 nach Entwürfen des Bremer Architekten Heinrich Müller erbaut.
Die Neue Universität wurde nach Entwürfen von Friedrich August Stüler von 1844 bis 1862 im Stil der oberitalienischen Renaissance erbaut.
An der Kneiphöfischen Langgasse Nr. 11–12 befand sich das Bankhaus J. Simon Witwe & Söhne, das am 1. Januar 1839 gegründet wurde. Erbaut wurde das Bankgebäude „in einem Stilpuralismus […] mit einer gewissen Betonung der Neorenaissance.“
Das Hotel Bellevue (Belvedere) mit seiner weißen, üppig dekorierten Fassade zeigte eine Mischung aus Renaissanceelementen mit gotisierenden Zutaten. Das Café-Restaurant Bellevue befand sich am östlichen Ufer des Schlossteichs an der Schlossteichbrücke und gegenüber der Weißgerberstraße. Es war auch Kneiplokal des Corps Masovia und der Burschenschaft Gothia.
Das im Stil der Neorenaissance erbaute Gebäude an der Botkin Straße (улица Боткина) 4–6 und 19–20 steht unter Denkmalschutz.

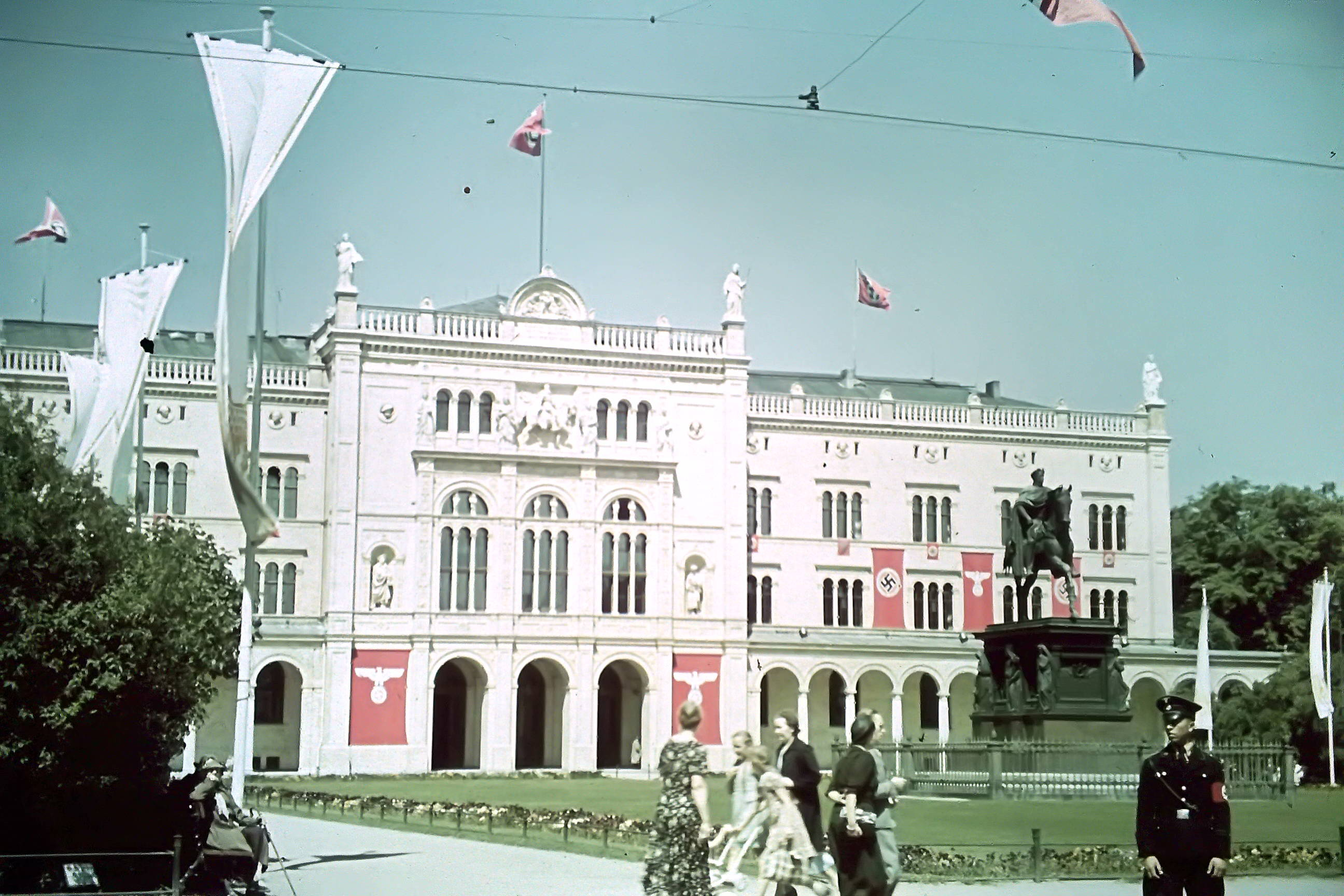
Neue Universität
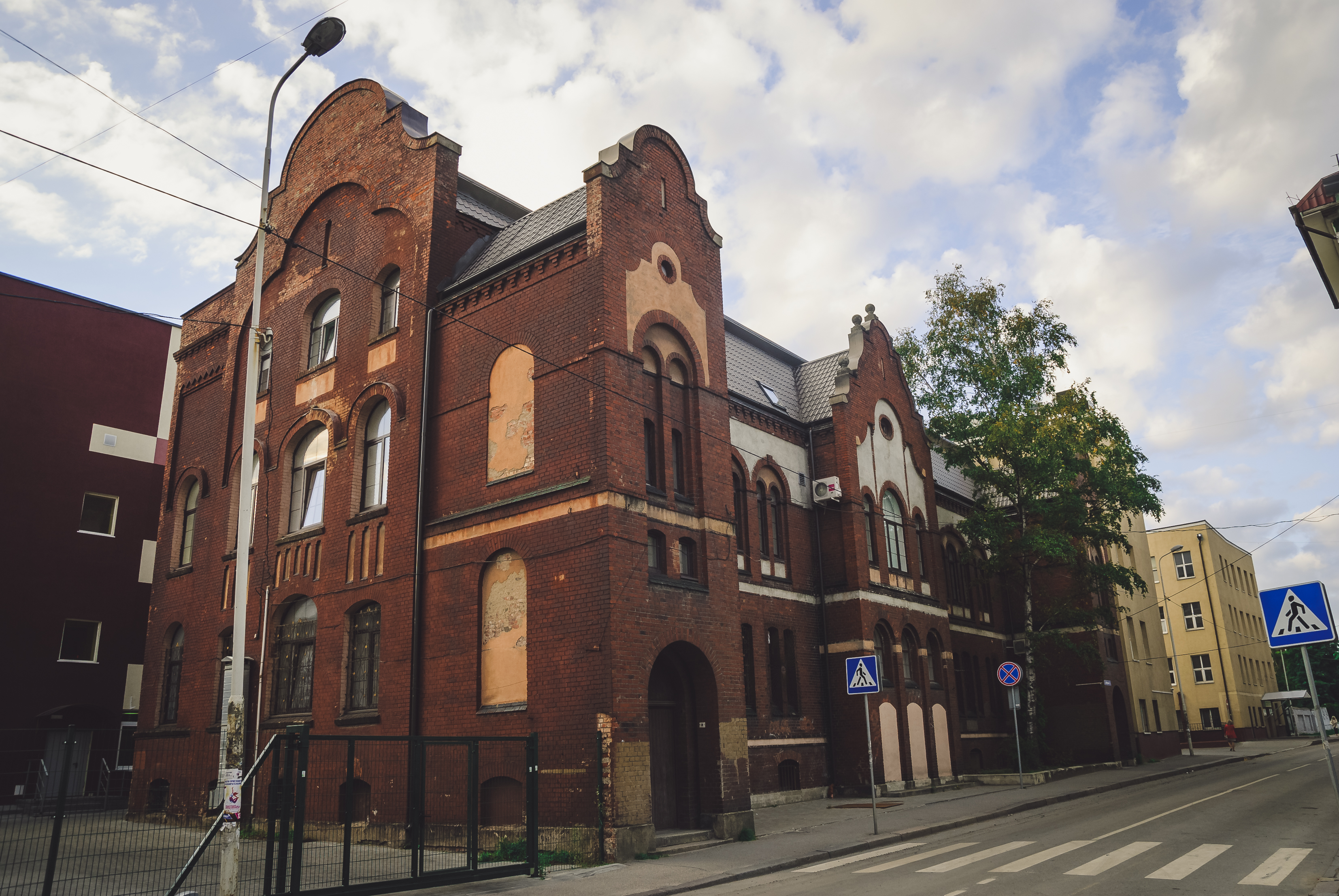
Botkin-Straße
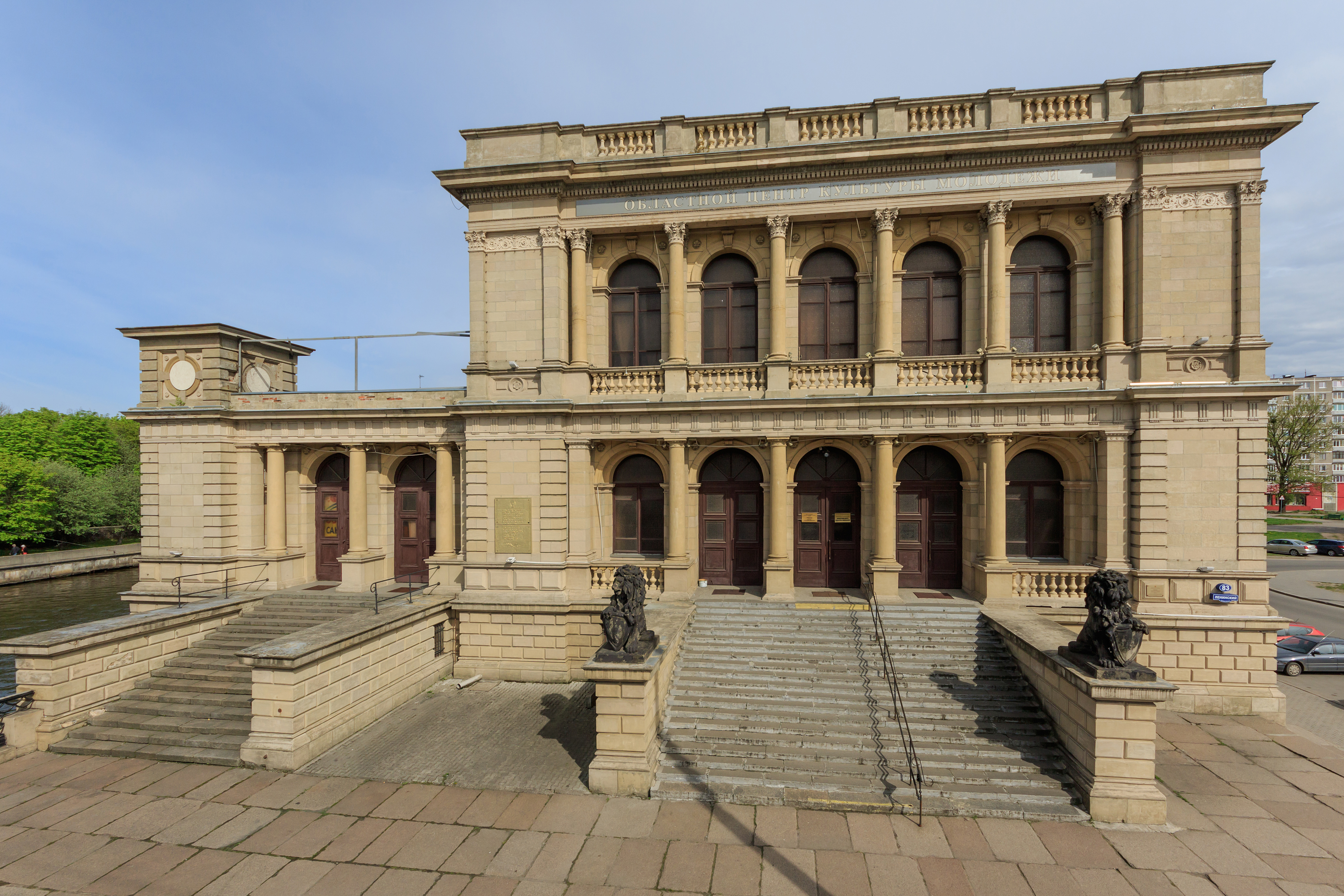
Neue Börse

## Neogotik
Der Schlossturm wurde 1866/1877 nach einem Entwurf von Friedrich August Stüler neugotisch gestaltet. Der Turmhelm bestand aus aufeinander gesetzten Helmen und verfügte über vier Ecktürmchen.
Die Neue Altstädtische Kirche wurde 1838/1845 nach Plänen von Karl Friedrich Schinkel auf dem Kreytzenschen Platz erbaut.

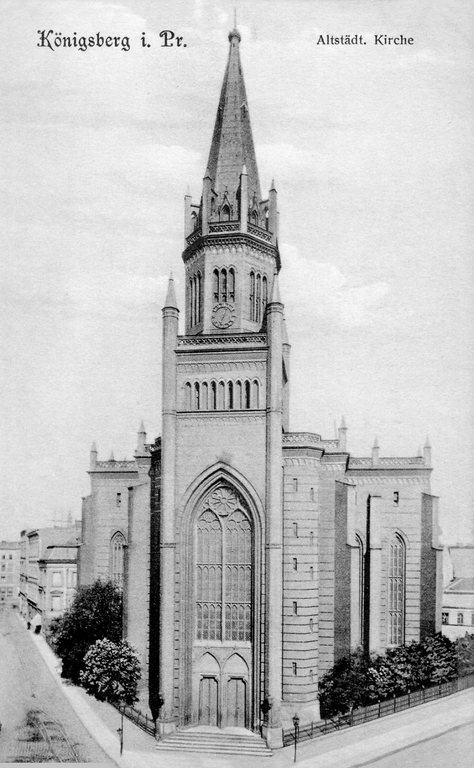
Altstädtische Kirche